# 李錦洪
李錦洪（1954年—），D100《人間錦言》節目主持及香港基督新教報章《時代論壇》的現任社長。

## 簡介
李錦洪，筆名欣靈、紅錦鯉，台灣中國文化大學新聞系畢業。早年在星島報業曾任職記者、採訪主任、編輯主任、主筆及總編輯。李先生曾主持多個電台、電視節目，多年來均在香港電台公共事務組服務，曾主持《頭條新聞》、《時事沙龍》、《政治騷小小》等節目，包括社會焦點電視論壇如《施政論壇》及《財政預算案論壇》等。
李先生更被邀為香港城市大學EMBA「溝通與演說」課程特約講師、加拿大華僑之聲電台香港特約評論員、自由傳道人、傳媒顧問及培訓導師。